# Schillerbau (Stuttgart-Mitte)

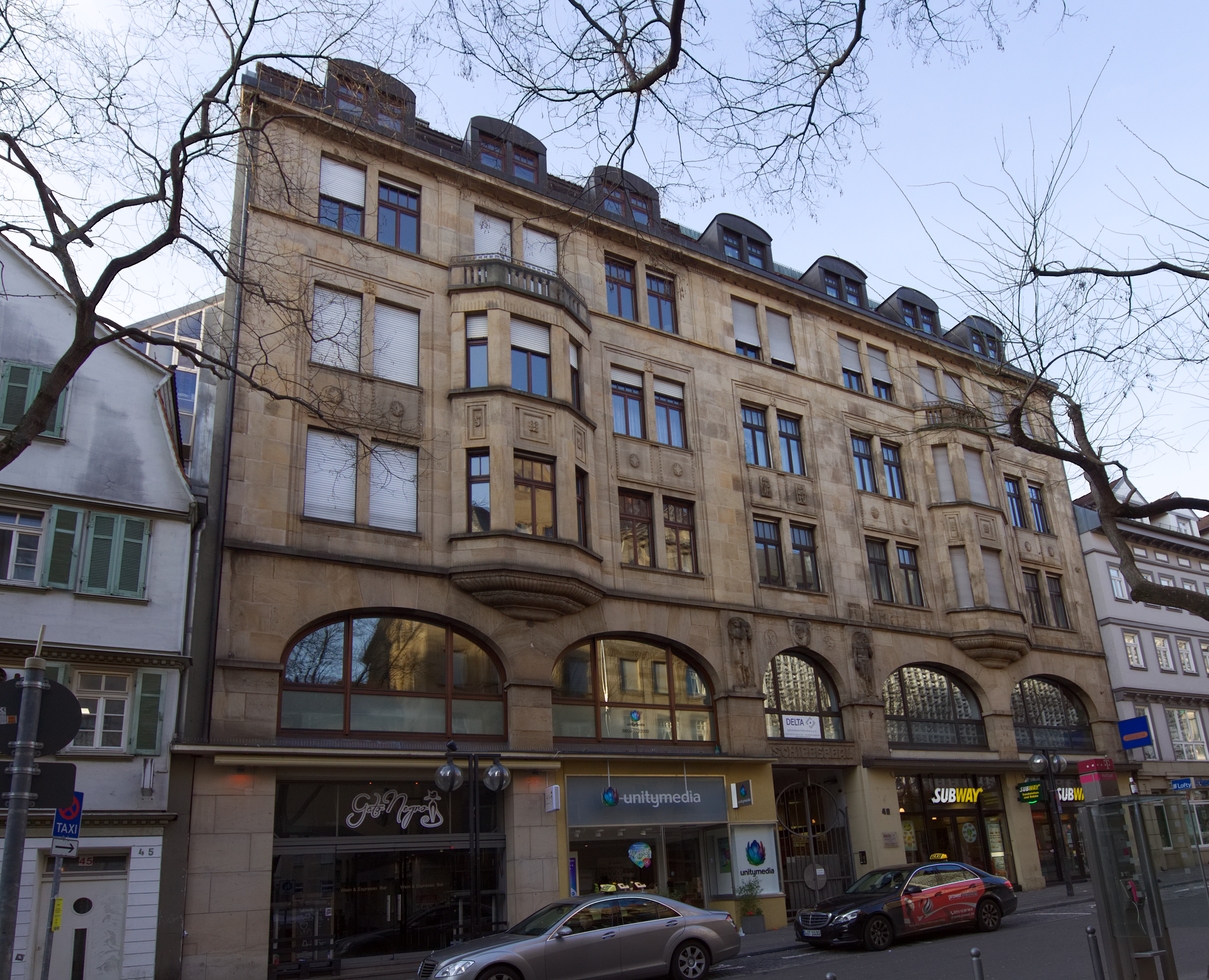
Schillerbau, 2017

Der Schillerbau in Stuttgart ist ein Haus in der Eberhardstraße 47/49, das über dem Eingangsportal ein Relief mit einem Schillerporträt und die Inschrift „Schillerbau“ trägt. 
In der Eberhardstraße lag auch das Schillerhaus, in dem Friedrich Schiller 1781 und 1782 wohnte. Das Schillerbau genannte Gebäude in Stuttgart-Vaihingen, Möhringer Landstraße 5, wurde nach dem ehemaligen Café „Schillerbau“ benannt, das 1942 zerstört wurde. 

## Name
Der Bauherr des Schillerbaus war vermutlich ein begeisterter Schilleranhänger, vielleicht inspirierte ihn auch die Nähe des ehemaligen Schillerhauses in der Eberhardstraße 63 zu dem Namen des Hauses. Der Stuttgarter Verleger und Schillerverehrer Wilhelm Spemann hatte 1905 zum 100. Todestag des Nationaldichters den Stuttgarter Bildhauer Adolf von Donndorf beauftragt, ein Standbild des Dichters zu schaffen. Auf Grund widriger Umstände wurde das Standbild jedoch erst 1913, gleichzeitig mit der Fertigstellung des Schillerbaus, als zweites Stuttgarter Schillerdenkmal nach Bertel Thorvaldsens Schillerdenkmal von 1838 aufgestellt.

## Gebäude
Der Schillerbau ist ein Miets- und Geschäftshaus in dem Doppelhaus Eberhardstraße 47/49. Das denkmalgeschützte Gebäude wurde in den Jahren 1910 bis 1913 von den Architekten Carl Heim und Jakob Früh im Stil des Neoklassizismus erbaut.
Das 5-stöckige Gebäude mit einer Fassade aus Stubensandstein ist in den beiden unteren Stöcken als Geschäftshaus, in den 3 übrigen Stockwerken als Wohnhaus ausgebildet. Das Haus besteht aus 3 Trakten: aus 2 gleichgestalteten Seitentrakten mit je 3 Fensterachsen und einem einachsigen Mitteltrakt mit dem Eingangsportal. Dieses wird im Erdgeschoss, das höher als die übrigen Geschosse ist, von je 2 rechteckigen Schaufenstern flankiert. Im ersten Stock wird es von einem Rundbogenfenster bekrönt, das je zwei Schaufenster mit Korbbogenabschluss flankieren. Die drei oberen Stockwerke werden durch 7 Achsen mit gekuppelten Doppelfenstern gegliedert, wobei die beiden Mittelachsen der Seitentrakte im zweiten und dritten Stock einen durchgehenden Erker mit abschließendem Balkon tragen.

## Portalschmuck
|  |  |  |

Der Sturz des Eingangsportals trägt die Reliefinschrift „Schillerbau“. Der Schlussstein des Rundbogenfensters über dem Eingangsportal trägt ein Relief mit dem Profilbildnis des nach links blickenden Schiller, umrahmt von einem Lorbeerkranz und bekrönt von dem Kapitell einer ionischen Säule. Zwei Rundmedaillons in den Zwickeln des Fensterbogens thematisieren Schillers Wilhelm Tell: links Tells Sohn mit dem Apfel in der ausgestreckten Hand und rechts der kniende Wilhelm Tell, der mit der Armbrust auf seinen Sohn zielt. Zwei Standbilder in den Rundbogennischen links und rechts des Fensters stellen athletische, mit Lendenschurz bekleidete Lastenträger dar. Neben der rechten Figur ist das Monogramm „FH:“ (?) eingraviert, möglicherweise die Anfangsbuchstaben der Architektennamen.
Der Bildhauer des Portalschmucks und des übrigen Bauschmucks war möglicherweise Josef Zeitler, der bei der Stuttgarter Altstadtsanierung 1906 bis 1909 den Bildhauerschmuck für die neuerbauten Gebäude lieferte.